# Quirnbach, Kusel
Quirnbach là một đô thị ở huyện Kusel, bang Rheinland-Pfalz, phía tây nước Đức. Đô thị Quirnbach, Kusel có diện tích 6,11 km².